# Sveorder
Sveorder är en standard för enkel e-order som rekommenderas av SFTI sedan juni 2008. ESV har förespråkat Sveorder som standard för statliga myndigheters e-beställningar i oktober 2008. Sveorder kan användas tillsammans med Svefakturan.
Sveorder i version 2.0 är baserad på CENBII Basic Order Only. En tidigare version 1.0 baserades på NES 2.0 (NES, Northern European Subset of UBL). Profilen Basic Order Only beskriver en process som endast inbegriper meddelandet elektronisk order. Ordermeddelandet kan avse både varor och tjänster, och dessa kan beskrivas antingen genom text i fri form eller med artikelsystematik enligt en katalog per definierade och unikt identifierade artiklar.
Registrering av ömsesidig partsinformation, eventuell utväxling av katalog liksom eventuell kommersiell grund i form av ramavtal förutsätts vara lösta när orderprofilen tillämpas. I de fall en order refererar till ramavtal mellan köpare och säljare gäller dess villkor, i övriga fall är det köparens villkor som gäller – detta för att lägga förutsättningarna på plats redan vid inköpstillfället och ge möjlighet till att styra inköpsarbetet mot användning av beställningsattest. Processen är tänkt att resultera i acceptans eller avvisande av orden, men sättet och formen för att förmedla detta ligger utanför ramen för profilen.
Målsättningen är att profilen ska kunna användas med enkelt systemstöd med ingen eller liten integration mot affärssystem. Den interna transaktionshanteringen antas bli delvis manuell hos både köpare och säljare.
SFTI Sveorder är en direkt tillämpning av nämnda CENBII profil utan inskränkningar eller tillägg. Beskrivning finns hur Sveorder kombineras med Svefaktura och enkelt ordersvar.